# Kurfürstendamm
La Kurfürstendamm és una de les avingudes més famoses de Berlín, Alemanya. Amb una longitud de 3,5 quílometres, la Kurfürstendamm és el passeig amb més turistes de l'antic Berlín Oest i representa avui l'extensió del trànsit Tauentzienstraße.

## Història

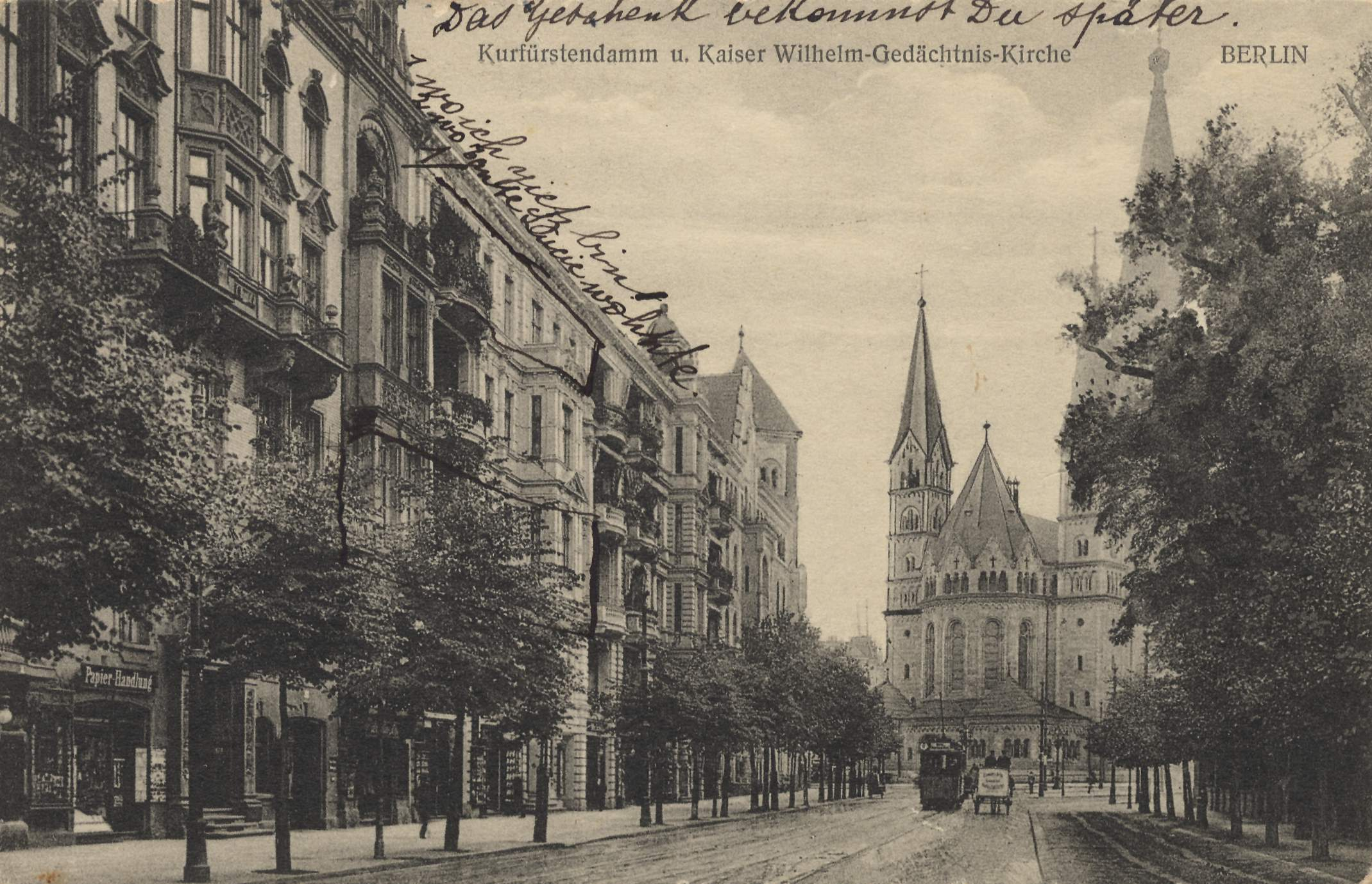
Vista de Kurfürstendamm en una postal de 1916

El carrer pren el nom dels antics Kurfürsten (prínceps electors) del Sacre Imperi Romanogermànic. El 1873, el canceller d'Alemanya Otto von Bismarck va escriure una carta al secretari del gabinet en la qual per primera vegada presentà la idea de desenvolupar un bulevard en aquest carrer. Finalment el 1875 Bismarck va aconseguir imposar la seva idea que comprenia l'ampliació de la via a més de 53 metres d'amplada.
Fins a la Primera Guerra Mundial, el desenvolupament de la Kurfürstendamm va ser ràpid. Com una etapa de lliure burgesia i el lloc de renovació cultural, inclosa la cafeteria a l'oest i el parc d'atraccions, que aviat competiran pel vell bulevard Unter den Linden. Aquest desenvolupament assolit en el moment de la República de Weimar, el seu punt culminant, com la Kurfürstendamm es va convertir en un sinònim, per a molts dels anys vint va ser d'or. Els Jocs Olímpics de 1936 van donar a la Kurfürstendamm el seu toc internacional més brillant, però el que ell representava - com animat de propietat intel·lectual, la comprensió, la creativitat artística, la provocació, el moviment, el comerç, la cultura i l'esperit - en contrast amb la ideologia nazi, ha estat sempre més regulat.
Durant la Segona Guerra Mundial, gran part dels edificis va ser destruïts per les incursions aèries. La reconstrucció es va realitzar amb l'objectiu que la Kurfürstendamm, en la Guerra Freda, fos l'aparador d'Occident i un símbol de l'expansió del miracle econòmic. Després de la divisió de la ciutat amb la reforma monetària de 1948, es va desenvolupar aquí, el centre de negocis de Berlín Occidental, en particular en l'extrem oriental, prop del zoològic. L'argot terme Ku'damm va ser el sobrenom de l'avinguda.
Amb la caiguda del mur de Berlín i el retorn del comerç al centre històric de la ciutat de Berlín, especialment al districte de nova construcció de Potsdamer Platz, la importància comercial de la Kurfürstendamm va trobar una competència addicional. Actualment, després del tancament dels antics cinemes i cafès de la zona d'oci, la Kurfürstendamm constitueix un exclusiu carrer de botigues, amb centres comercials i grans magatzems com Kaufhaus des Westens.

## Cultura

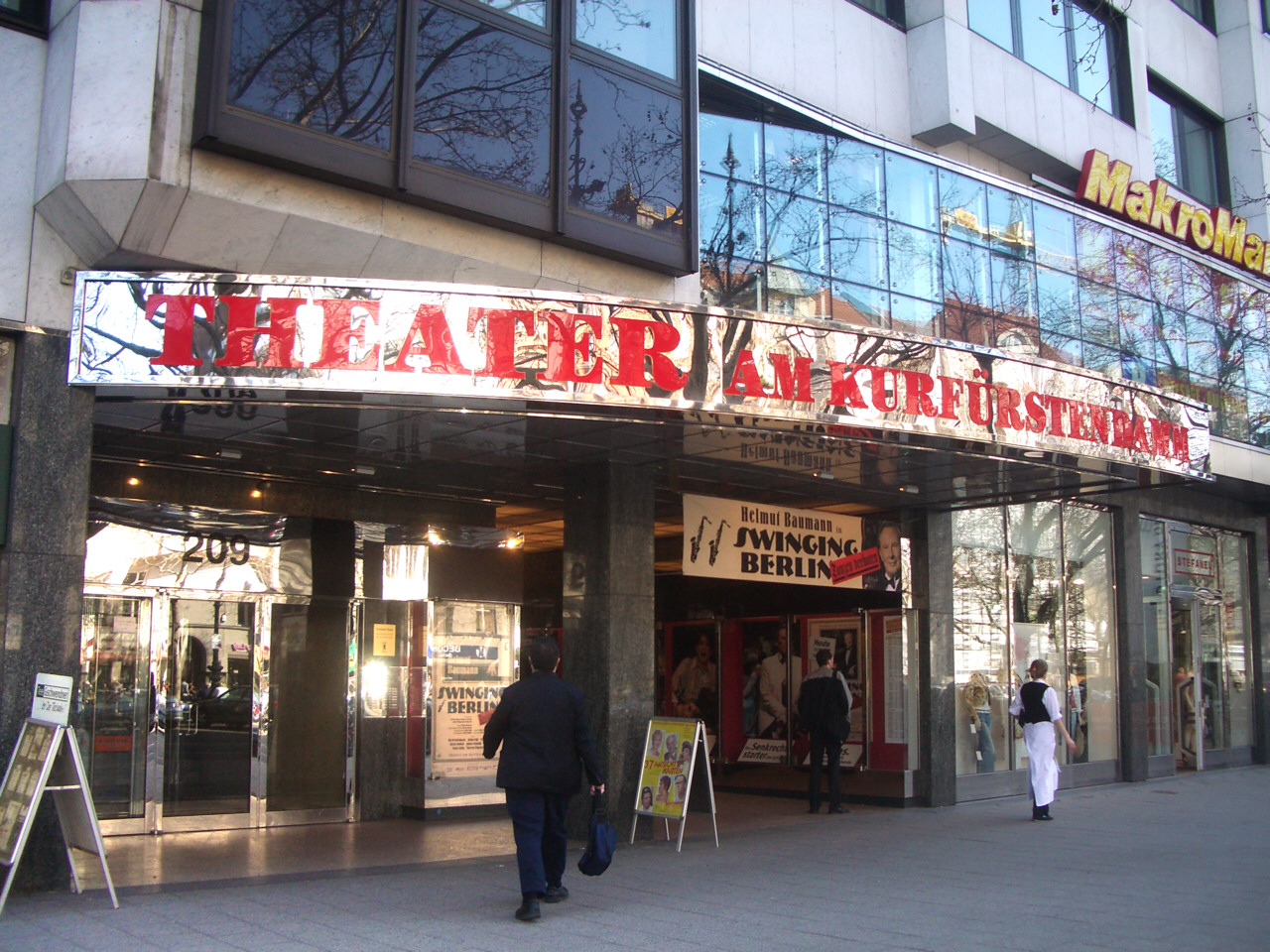
Theater am Kurfürstendamm

- Els teatres més famósos de la Kurfürstendamm són el teatre Schaubühne am Lehniner Platz i el Theater am Kurfürstendamm, un dels més coneguts teatres privats a Berlín. Es troba juntament amb la comèdia sobre el Ku'damm Kurfürstendamm Karree.

- El Verkehrskanzel és una estructura com una caixa de vidre, que és de 4.5 peus d'alçada que es troba en un únic pilar de formigó, al seu torn és en un pavelló amb quioscos de venda, l'entrada del metro i el bany públic l'integren. El disseny va ser creat el 1955 pels plans per l'arquitecte Werner Düttmann i Klenke, encapçalada per Bruno Grimmek construït a Berlín situada a la via Kurfürstendamm.

## Altres edificis i instal·lacions
- Església Memorial Kaiser Wilhelm, situada a l'extrem est de Ku'damm, des de 1895.
- U-Bahnhof Kurfürstendamm des de 1961.
- El cabaret comediants 1924-1944.
- Mengenlehreuhr cantonada Uhlandstraße 1975-1995, ara a l'Europacenter.
- Cambra de marbre des de 1913.